# Aloísio II de Liechtenstein
Aloísio II de Liechtenstein (nascido Josef Maria Johannes Baptista von und zu Liechtenstein, Viena, 26 de maio de 1796 — Lednice, 12 de novembro de 1858) foi o príncipe soberano de Liechtenstein de 1836 até 1858.
Aloísio era o filho mais velho do príncipe João I José de Liechtenstein e de sua consorte, Josefa Sofia de Fürstenberg-Weitra.

## Biografia
Aloísio foi educado primeiramente pelo padre francês Abbé Werner. Na Universidade de Viena, teve como professores Leopold Trautmann (1766-1825) e Friedrich von Schlegel (1772-1829).
O príncipe continuou as reformas de modernização, iniciadas por seu pai e avô, no principado, contribuindo consideravelmente para seu desenvolvimento econômico.
De 1849 até 1858, Aloísio foi presidente da Sociedade de Agricultura de Viena. Durante sua vida, foi membro de mais de setenta instituições humanitárias, científicas e industriais, tendo feito, anualmente, grandes doações para a caridade. 
Em 1835, ele viajou a Londres com uma missão diplomática. Seu gosto artístico era muito influenciado pelo modelo inglês, e Aloísio II reprojetou o castelo de Lednice, construindo uma estufa lá. 
As visões políticas de Aloísio II eram bastante conservadoras. Contudo, após a Revolução de 1848, sob insistência da população, o príncipe criou uma constituição mais liberal e provisória. Três anos depois, o governo voltou a ser absolutista.

## Descendência
De seu casamento com Francisca Kinsky de Wchinitz e Tettau, ocorrido em Viena, no dia 8 de agosto de 1831, Aloísio II teve onze filhos, dos quais destacam-se: 
- João II de Liechtenstein;
- Francisco I de Liechtenstein;
- Sofia, que desposou o príncipe Carlos VI de Löwenstein-Wertheim-Rosenberg (irmão de Adelaide de Löwenstein-Wertheim-Rosenberg).
- Teresia, que desposou o príncipe Arnulfo da Baviera, um neto do rei Luís I da Baviera;
- Henriqueta, que desposou seu primo-irmão, Alfredo de Liechtenstein. Eles foram os avós paternos do futuro Francisco José II.